# Gurten-Gartenstadt

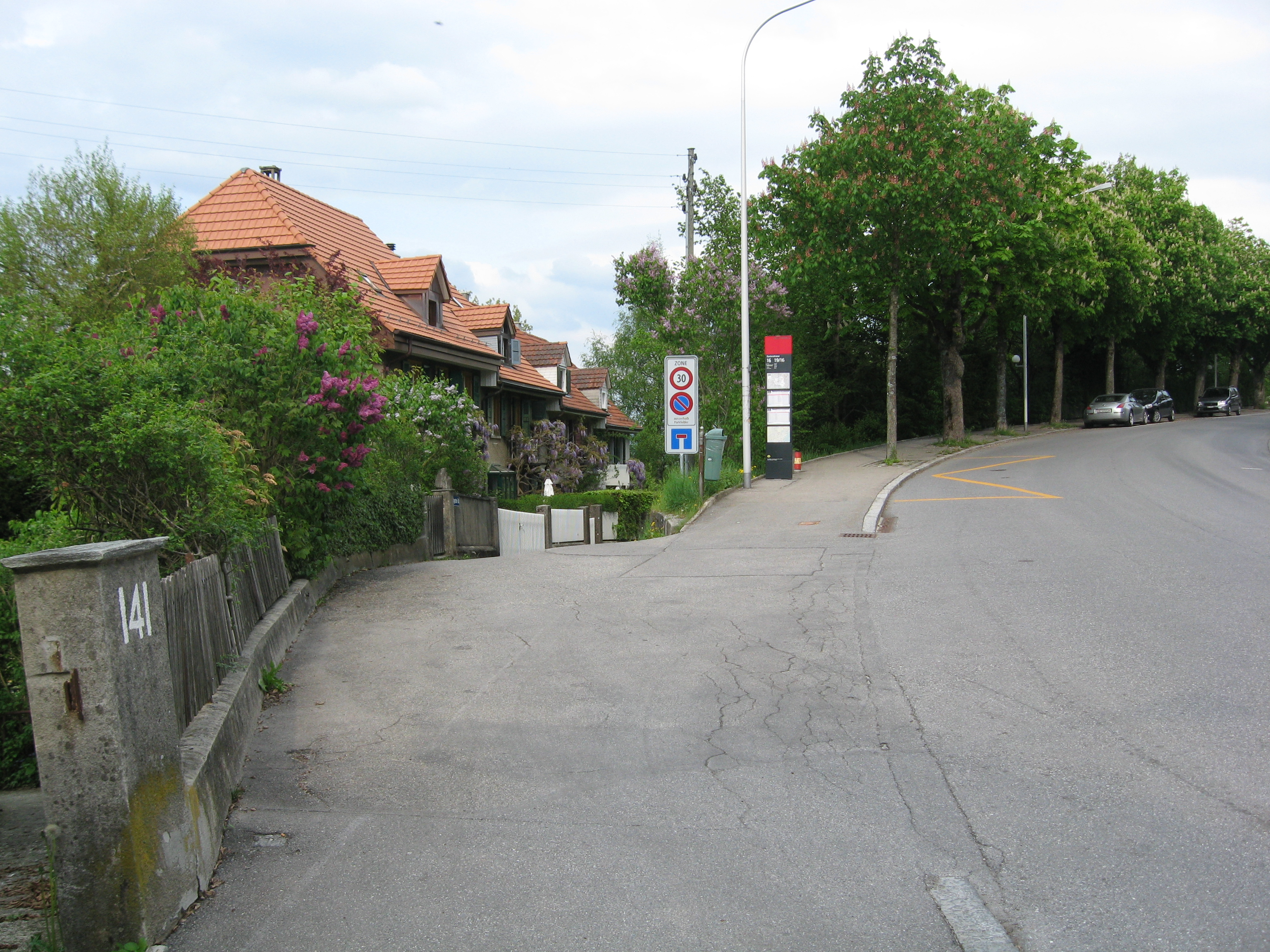
Bushaltestelle Gurten-Gartenstadt mit typischer Rosskastanienallee der Bellevuestrasse

Gurten-Gartenstadt ist ein Quartier der Ortschaft Spiegel in der Gemeinde Köniz in der Agglomeration von Bern.
Die Gartenstadt liegt in idyllischer Lage am Berner Hausberg Gurten und ist vorwiegend mit Einfamilienhäusern der gehobenen Mittelklasse bebaut.
Koordinaten: 46° 55′ 36″ N, 7° 26′ 29″ O; CH1903: 600200 / 197300